# 石生堇菜
石生堇菜（学名：Viola rupestris）是堇菜科堇菜属的植物。分布在俄罗斯、欧洲以及中国大陆的天山及新疆等地，生长于海拔1,300米至2,500米的地区，多生在山地林下、草坡和河谷草甸，目前尚未由人工引种栽培。